# شاهزاده تونری
شاهزاده تونِری (به ژاپنی: 舎人親王) (زاده ۲۸ ژانویه ۶۷۶، درگذشته ۶ دسامبر ۷۳۵) شاهزاده‌ای ژاپنی بود در دوره نارا. او یکی از فرزندان امپراتور تمو و پدر امپراتور جونین بود. او روند نگارش و تکمیل کتاب نیهون‌شوکی را سرپرستی کرد.